# Русские пироги
Колчан пригож стрелами, обед — пирогами.

Тот дурак, кто пирогу не рад.

Не поглядев на пирог, не говори, что сыт.

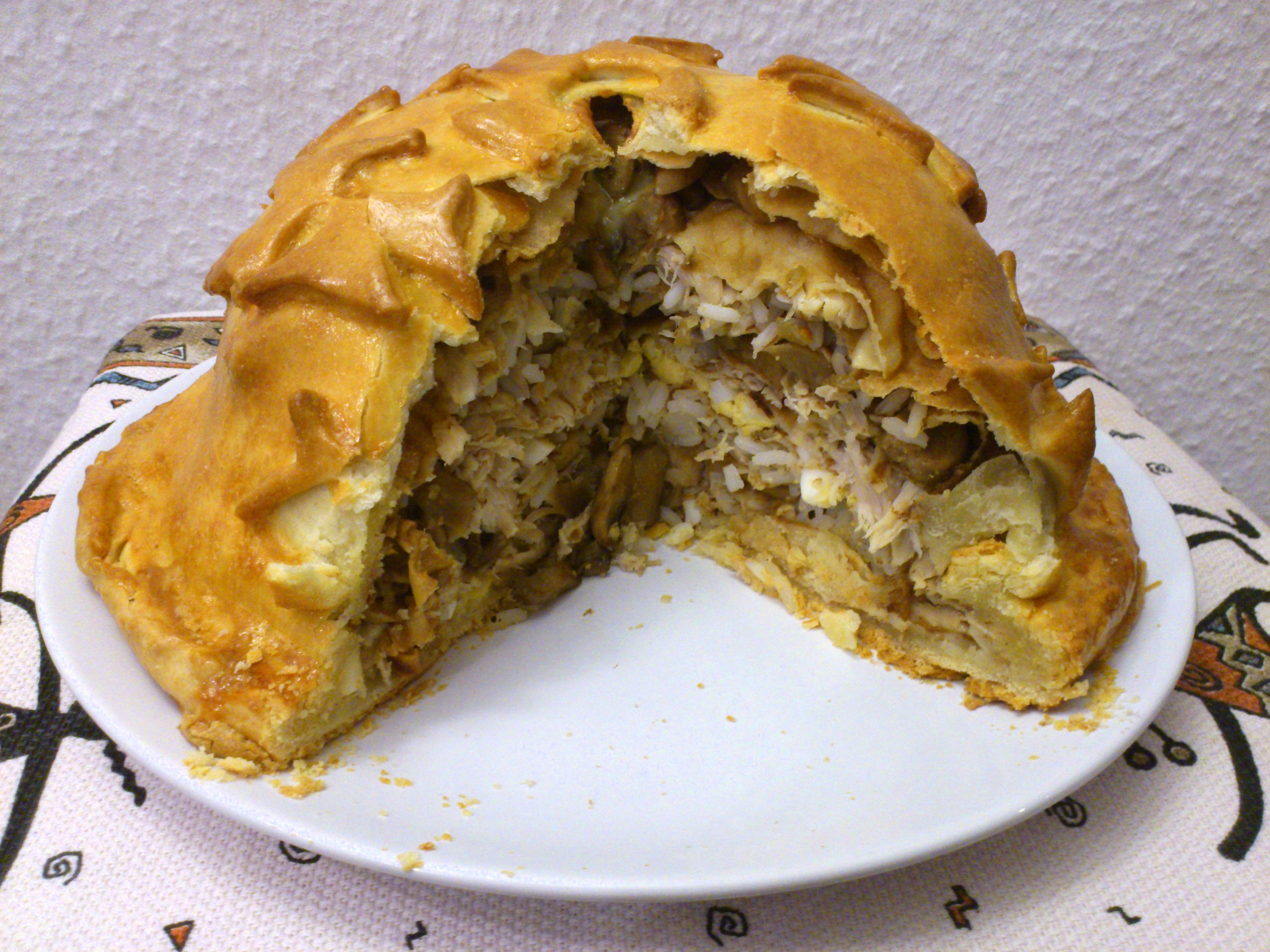
Курник - традиционный большой русский пирог для праздничного стола

Ру́сские пироги́ — традиционные пироги русской кухни. Среди славян, наиболее разнообразны по видам, названиям и ритуальному использованию пироги у восточных, особенно у русских, у западных славян встречаются преимущественно со сладкой начинкой (словац. kolač, чеш. trnkáč, trnčák, tvarožňák, пол. ciasto, makowiec, в.-луж. tykanc), у южных — только из слоёного теста и часто жареные (болг. баница, тутманик, зелник, тиквеник, мазник, млин, корница, смидал, сербохорв. гибаница, тиквеник, бурек, баклава, словен. potica, štrukelj). Название *руrоgъ — общее для восточных и западных славян, однако у последних обозначает не печёное, а варёное изделие из теста с начинкой, то есть вареник или пельмень (рус. нижегород. пирог варёный). У русских «пирогом» называют также хлеб и лепёшку. Ритуальные функции пирога у славян во многом аналогичны функциям других видов обрядового хлеба, в частности, лепёшке, караваю, булочке, блинам, пряникам.
В русской кухне для пирогов используется несладкое тесто; обычно пирог имеет продолговатую форму. Кроме того, во время постов используют для теста постное масло (растительное).

## Виды пирогов
- Ватрушка — круглая, открытая сверху и защипанная только с краёв лепёшка с наполнителем. Как правило, в качестве наполнителя используется творог.
- Кулебяка — пирог со сложной начинкой из мяса, рыбы, грибов, ягод или капусты. Разную начинку накладывали слоями и разделяли между собой блинами. Кулебяка была обязательно закрытой, иначе сложная начинка могла высохнуть.
- Шаньга — круглые открытые пирожки, название особого рода лепёшек из дрожжевого ржаного, ржано-пшеничного и пшеничного теста с различными начинками-намазками.
- Калитка — небольшие открытые пирожки из ржаного пресного теста с различными начинками, наливками, намазками или припёками.
- Курник — пирог с курицей и кашей или картофелем (ещё называют «свадебный пирог» или «царский»).
- Накрёпок — пирог с рассыпчатой кашей и солёной красной рыбой поверх.
- Сочник (сочень) — закрытый пирожок с творогом.
- Рыбник — рыбный пирог, преимущественно с цельной разделанной рыбой или крупными кусками рыбы.